# Leones Vegetarianos FC
Der Leones Vegetarianos Fútbol Club, auch einfach nur Leones Vegetarianos genannt, ist ein äquatorialguineischer Fußballverein aus Malabo. Aktuell spielt der Verein in der ersten Liga, der Primera Division de Honor.

## Geschichte
Der Verein wurde am 20. Juli 2000 von dem militanten spanischen Vegetarier Juan Manuel Rojas als Vegetarianos Fútbol Club gegründet.
Der aus Granada stammende Rojas organisierte 2006 in der indischen Kleinstadt Pushkar einen Hungerstreik, um die Errichtung eines Sportplatzes zu erzwingen, der ihm dabei helfen sollte, eine Gruppe junger Vegetarier zu Fußballspielern auszubilden.
Seinen ersten Titel gewann der Leones Vegetarianos FC am 12. Oktober 2014, als er im Pokalfinale Deportivo Mongomo nach einem 1:1 in der regulären Spielzeit mit 5:4 im Elfmeterschießen besiegte. Fünf Monate später folgte am 19. März 2015 durch einen 1:0-Sieg gegen den Rekordmeister Sony de Ela Nguema der Gewinn des Supercups. 2017 gewann der Verein erstmals die Landesmeisterschaft.

## Erfolge
- Äquatorialguineascher Meister: 2017
- Äquatorialguineascher Pokalsieger: 2014
- Äquatorialguineischer Supercup-Sieger: 2014

## Stadion
Der Verein trägt seine Heimspiele im Nuevo Estadio de Malabo in Malabo aus. Das Stadion hat ein Fassungsvermögen von 15.250 Personen.